# Ро Северной Короны
Ро Северной Короны (лат. Rho Coronae Borealis) — звезда, которая находится в созвездии Северная Корона на расстоянии около 54 световых лет от нас. В системе обнаружены пылевой диск и, как минимум, одна планета.

## Характеристики
ρ Северной Короны принадлежит к тому же классу жёлтых карликов, что и наше Солнце. Эта звезда имеет массу и диаметр, равные 0,89 и 1,35 солнечных соответственно. ρ Северной Короны старше нашего дневного светила: по оценкам астрономов, ей примерно 9 миллиардов лет. Температура её поверхности составляет 5760 градусов по Кельвину.

## Планетная система
В 1997 году группой астрономов было объявлено об открытии газового гиганта Ро Северной Короны b. Данная планета обращается очень близко к родительской звезде — на расстоянии 0,22 а. е., поэтому она относится к классу горячих юпитеров. Близкое расположение Ро Северной Короны b к звезде может вызывать нагрев внешних слоёв атмосферы планеты до такой степени, что она будет испаряться в открытый космос. Полный оборот вокруг звезды планета совершает почти за 40 суток.

## Пылевой диск
В октябре 1998 года астрономы из университета Аризоны подтвердили существование пылевого диска в системе ρ Северной Короны. По своим свойствам он напоминает пояс Койпера в Солнечной системе. Расположен он приблизительно на расстоянии 85 а. е. от звезды, что равно расстоянию между орбитами Нептуна и Плутона.

## Ближайшее окружение звезды
Следующие звёздные системы находятся на расстоянии в пределах 20 световых лет от системы ρ Северной Короны:
| Звезда             | Спектральный класс          | Расстояние, св. лет |
| LHS 3122           | M V                         | 3,3                 |
| G 180-18           | M6 V                        | 4,2                 |
| LHS 3124           | M7 V                        | 4,4                 |
| AC+30 35150        | M3 V                        | 4,6                 |
| Wo 9564            | F Vp                        | 6,5                 |
| Росс 640           | DZA6 /VII                   | 8,4                 |
| GJ 3910            | M V                         | 8,6                 |
| HIP 80093          | M0 Vp                       | 9,6                 |
| η Северной Короны  | G0-2 V / ? / G2 V / ?       | 9,7                 |
| χ Геркулеса        | F 8-9 V                     | 10                  |
| 14 Геркулеса       | K0 V                        | 11                  |
| HD 144579          | G8 V / ?                    | 11                  |
| TZ Северной Короны | F8-G0 V / G1 V / M3,5 V / ? | 14                  |
| HD 144287          | G8 V / ?                    | 16                  |
| 45 Волопаса        | F5 V                        | 17                  |
| HP Волопаса        | G0-2 V / ?                  | 17                  |
| 72 Геркулеса       | G0 V                        | 18                  |
| HD 154345          | G8 V                        | 18                  |
| σ Волопаса         | F3 Vw                       | 18                  |
| 39 Змеи            | G0-1 IV / ?                 | 20                  |